# Догубаязът
Догубаязът (на турски: Doğubayazıt, на кюрдски: Bazîd, арменски: Պայազատ или Դարոյնք, Паязат или Даруйнк) е град във вилает Агръ в Турция, близо до границата с Иран. Намира се на 1625 м н.в и е седалище на едноименния окръг. Населението му е 121 263 души (2018). Известен също като Курдава, градът е столица на самопровъзгласилата се република Арарат, независима кюрдска държава с център във вилает Агръ.

## История
През по-голямата част от историята си Догубаязът е по-голямо и по-важно селище от днешната столица на вилаета Агръ, не на последно място заради стратегическата си функция като граничен пункт с Иран.
Районът има богата история с паметници, датиращи от времето на Кралство Урарту (преди повече от 2700 години). Преди Османската империя селището е носило арменското име Даруйнк. През IV век сасанидите не успяват да превземат арменската крепост и царската хазна в Даройнк. Принцовете от арменската династия на багратуните пребивават в Даройнк и възстановяват крепостта в сегашната ѝ конфигурация с множество бейли и кули, внимателно интегрирани в издигащата се скална част. Когато крал Гагик I Арцруни отново окупира крепостта около 922 г. сл. н. е., тя става седалище на епископ. Впоследствие е завладявана и превземана от перси, арменци, византийци и селджуки, като всички те използват равнината за почивка и възстановяване по време на преминаването си през планините. Турските народи пристигат през 1064 г., но скоро са последвани от монголите и други вълни от турци. Замъкът Даройнк е ремонтиран многократно през цялата история, включително е преустроен през 1374 г. по заповед на турския военачалник Джелайърлъ Шехзаде Баязът Хан. В негова чест градът е преименуван на „Баязът“ през XVI век. 
От времето на сефевидите районът е управляван от тюркоезични генерали, включително от османския генерал Исхак паша. Той построява двореца, който все още носи неговото име.
Градът е свидетел на битки в Персийско-османската война (1821 – 1823), когато през 1821 г. главнокомандващият Абас Мирза от Каджарски Иран окупира града, както и по време на нападението на Русия по-късно през 1856 г. и превземането му от руснаците по време на Руско-турската война (1877 – 1878). Когато руснаците се оттеглят, голяма част от арменското население тръгва с тях, за да построи Нови Баязит (дн. Гавар в Армения) на брега на езерото Севан.
Догубаязът е допълнително опустошен по време на Първата световна война и войната за независимост на Турция.
От 1920 г. районът започва да произвежда сяра.
Широко разпръснатото село Баязит първоначално е арменско селище и през 1930 г. е населено с кюрди и язиди от района на Серхат. Но през 1930 г. турската армия го разрушава в отговор на въстанието в Арарат. Новият град е построен в равнината под старото селище през 30-те години на ХХ век (оттук и името „Догубаязът“, което буквално означава „Източен Баязит“).
Догубаязът е столица на кюрдската република Арарат, ръководена от Ибрахим Хаски и Ихсан Нури от организацията Хойбун между 1927 и 1930 г. Така градът е наречен временната столица на Кюрдистан и впоследствие е представен пред Обществото на народите и Великите сили като център на независима кюрдска държава.
През януари 2006 г. Догубаязът става център на епидемия от птичи грип H5N1.

## Политика
На местните избори през март 2019 г. Йълдъз Ачар от Демократичната партия на народите е избран за кмет.

## Спорт
Футболният клуб „Догубаязътспорт“ играе в долните дивизии на турската футболна лига. Три сезона играе в турската трета лига.

## География
Областният център Догубаязът остава в южната част на планината Арас. Град Догубаязът е селище с дълга история. Лежи 15 км югозападно от планината Арарат, 93 км източно от град Aгръ и на 35 км от границата с Иран. Градът е разположен в равнина, заобиколена от някои от най-високите върхове на Турция, включително: Арарат (5137 м), Малък Арарат (3896 м), Тендюрек Дагъ (3 533 м), Калетепе (3 196 м) Аръдагъ (2934 м) и Гьолертепе (2643 м). Планината Кизил на 2730 м е на два километра източно от града.

### Климат
Климатът в равнината е горещ и сух през лятото, студен и малко снежен през зимата; той се класифицира като студен полусух климат (Кьопен: BSk).

## Забележителности
- Планината Арарат – на 15 км от Догубаязът и най-добрите гледки към планината са от тук.
- Дворецът на Исхак паша, завършен през 1784 г., е разположен на хълм южно от града.
- Замъкът и джамията на Стария Баязът са построени за първи път по времето на Кралство Урарту, но носят следи от много цивилизации.
- Геоложката формация „Дурупънар“ е на 16 км югоизточно от града.
- Езерото Балък – езеро в легло от лава, на 60 км от Догубаязът, близо до Ташлъчай.
- Ледената пещера – от страната на Малкия Арарат близо до село Халач.
- Руините на храма и двореца на Урарту от 900 г. пр.н.е. на хълма Гириктепе.
- Древно арменско гробище.[2]

## Известни личности
- Махмуд Баязиди, кюрдски философ и енциклопедист от Баязид в Османската империя .
- Ибрахим Хески, кюрдски политик
- Ахмет Арваси, писател и философ
- Кая Йозджан, борец
- Юмит Самилоглу, гимнастик и част от националния отбор на Турция
- Йълдъз Тилбе, турска певица от кюрдски произход и една от най-продаваните музикални изпълнители в Турция

## Международни отношения
Догубаязът е побратимен с:
- Ейлат, Израел
- Подгорица, Черна гора
- Монтевидео, Уругвай
- Китве, Замбия
- Лусака, Замбия
- Булавейо, Зимбабве
- Косовска Митровица, Сърбия
- Гьотеборг, Швеция
- Карлстад, Швеция
- Тимбукту, Мали
- Берген, Норвегия
- Турку, Финландия
- Саарбрюкен, Германия
- Нджамена, Чад
- Есбер, Дания